# Phyllachora cinerea
Phyllachora cinerea är en svampart som beskrevs av Ellis & Everh. 1904. Phyllachora cinerea ingår i släktet Phyllachora och familjen Phyllachoraceae.   Inga underarter finns listade i Catalogue of Life.